# ドミンゴ・リム・シアゾン
ドミンゴ・リム・シアゾン（Domingo Lim Siazon Jr.、1939年7月9日 - 2016年5月3日）は、フィリピンの外交官。元駐日大使、元外務長官（外務大臣に相当）。

## 経歴・人物
アテネオ・デ・マニラ大学卒業後、日本政府の国費留学生として東京教育大学で物理学を学ぶ。その後、ハーバード大学ケネディスクールで公共経営修士号を取得。
駐墺大使、国際連合ウィーン事務局及び国際原子力機関フィリピン政府代表、外務長官（外務大臣に相当）、国際連合工業開発機関総裁を歴任。
英語、イロカノ語、タガログ語、スペイン語、日本語、フランス語、ドイツ語が流暢であった。
2016年5月3日、前立腺癌により東京で死亡。彼は妻の和子、息子のダンとケン、複数の孫を残して亡くなった。